# Тиручирапали
Тиручирапали (там. தி௫ச்சிராப்பள்ளி) је град у Индији у држави Тамил Наду.
Према незваничним резултатима пописа 2011. у граду је живело 916.857 становника. Град је седиште административног округа Тиручирапали. Овај град је четврти највећи у држави, смештен је 322 километара јужно од Ченаја и 374 км северно од Канукамарија. Тиручирапали се налази готово у географском центру државе. Забележена историја града је од 3. века пре неове вере, када је град био под влашћу Чола царства. Градом су кроз историју такође владали Палава династија, Панђа династија, Виџајанагарско царство, Најака династија, Аркот и Британска Индија. Најистакнутији споменици у граду укључују храм Џамбукесварар и археолошки важан град Уранур, данас кварт. У граду су се одвијали Карнатски ратови (1746—1763) између Француске и Велике Британије за колонијалну превласт у Индији.
Град је дом Националног технолошког института Тиручирапали, једног од најпрестижнијих инжењерских универзитета у Индији. Индустријске јединице као што су Бхарат Хеви, радионица Голден Рок, Фабрика Тиручирапали и многе друге. Присуство великог броја производних јединица за производњу енергетске опреме у граду и око њега донело му је титулу „Престоница енергије и опреме за производњу енергије”. Тиручирапали је међународно познат по бренду черут познатом као „тричиполи цигара”, који су у великим количинама извозио у Уједињено Краљевство у 19. веку.
Главни путни и железнички чвор у држави и граду опслужује Међународна зрачна лука Тиручирапали која лети на за Блиски исток и југоисточну Азију.

## Етимологија
Историјски гледано, Тиручирапали се на енглеском језику углавном називао Trichinopoly. Према научнуку С. П. Брауну, име града би могло бити изведено из речи Тиручи-рапали што означава мали град. Оријенталисти Хени Јул и Артур Кок Бурнел претпостављају да име града произилази из натписа на стени, који је изрезбарен у 16. веку, где пише Тиру-сила-пали, што у Тамилу значи „град свете стене”. Други историчари сугерисали су да је име града изведено из речи Тиру-чина-пали, што означава свети мали град. Мадрасов појмовник даје корен као Тирућинапали, што означава свето село.
Према хиндуисточкој митологији, Тиручирапали је добио име од троглавог демона Трисхира који је медитирао и молио се хиндуистичком богу Шиви, у близини данашњег града, како би добио услугу од бога. Алтернативно извођење иако није прихваћено, постоји извор да је име град у преводу „троглави град”.

## Историјат
Тиручирапали је један од најстаријих насељених градова у Тамил Надуу; његова најстарија насеља потичу из другог миленијума пре нове ере. Ураиур, главни град Чола царства од трећег века пре нове ере па надаље, налази се у близини данашњег града Тиручирапали. Историчар Клаудије Птолемеј је у свом делу Географија поменуо је Ураиур, данашње насеље града Тиручирапали. Најстарија брана на свету Калнај, налази се око 18 км од Ураирура и саграђена је преко реке Кавери у 2. веку пре нове ере.
Средњовековна историја Тиручирапалија започињ владавином краља Махендравармана I из Палава династије, а он је владао јужном Индијом у 6. веку и изградио камене храмове на овом подручју. Након пада Палаве у 8. веку, град је освојило Чола царство, које је владало градом до 13. века. Након пада Чола царства, Тиручирапали је освојила Панша династија, која је владала градом од 1216. до 1311. године. Сматра се да су победничке армије из Делхијског Султаната опљачкале и опустошиле регион. 
Градом су такође владали Делхи и Мадурајски султанати од 1311. до 1378. године, али средином 14. века Мадурајски Султанат почео је да пропада. Постепено, Вијајанагарско царство успоставило је надмоћ над северним деловима краљевства, а Тиручирапали је 1371. године преузео принц Кумара Кампана Удаиар. Царство Вијајанагар владало је од 1378. године до тридесетих година 16. века и одиграло је значајну улогу у оживљавању хиндуизма реконструкцијом храмова и споменика уништених од претходних муслиманских владара.  Након пропасти Вијајанагарског царства у раном делу 16. века, Мадураи Најак краљевство је почело да потврђује своју независност. Град је процветао за време владавине Вишаната Најака, (око 1529–1564), за кога се говори да је заштитио то подручје тако што је изградио тепакулам и изградио зидове око храма Срирангам. Његов наследник Кумара Криснапа Наиака  је Тиручирапали учинио главном градом, служио је као престоница Мадураи Најак краљевства од 1616. до 1634. године и од 1665. до 1736. године.
Године 1736. последњи владар Тиручирапалија Мадураја Најак Мекакши извршио је самобуиство, а град је освојио Џана Сахиб, који је владао краљеством од 1736. до 1741. године, када су га освојили Марати. Сахиб је био заробљен осам година, а након тога побегао из Марата царства. Након тога, градом је управљао генерал Марата Мурари Рао од 1741. до 1743. године. Наредна опсада града била је од 1751. до 1752. године, током Карнатских ратова, а у том битци су победили Британци.  Након тога, предложено је именовање града по суфијско свецу Натхару, у Натхарнагара, за кога се верује да је живео на овом простору у 12. веку пре нове ере. Град је нападнут у овом периоду још два пута, али су га британске снаге успешно одбраниле.
Карнатско краљевство су Британци анексирали у јулу 1801. године, након сукоба Типу султана и Умдата Ул-Умре. Град је исте године укључен у Мадраско председништво, а формиран је и округ Тиручирапали. Током британске владавине, град је био један од најважнијих у Индији. Према индијском попису становништва из 1871. године - првом у Британској Индији - Тиручирапали је имао 76.530 становника, што га је чинило другим највећим градом у председништву после престонице Мадраса (данас Ченај). Широм Британског царства била је позната „тричиполи цигара”, прављена од биљке која се узгајала у Тиручирапали. Град је такође био прво седиште новоформиране железничке компаније Јужне Индије 1874. године, све до пресељења у Мадрас почетком 20. века.
Тиручирапали је играо активну улогу током ере пре независности; било је бројних штрајкова и ненасилних протеста током покрета „Напусти Индију”, посебно током железничког штрајка који се одржао 1928. године. Град је такође био центар антихиндијских агитација Тамил Надуа. Касније 1965. године, Тиручирапали је постављен као база „државне антирасне конференције Мадраса“.
 Становништво града наставило је нагло да расте, достигавши стопу раста од 36,9% у периоду 1941–51. Након независности 1947. године, Тиручирапали је у порасту заостајао за другим градовима попут Салема. Град је остао део државе Мадрас, која је 1969. године преименована у Тамил Наду. Град је претрпео екстензиван економски развој током шездесетих година 20. века са пуштањем у рад компаније Бхарат Хеви. Почетком осамдесетих година, М. Г. Рамахандран, тадашњи главни министар Тамил Наду-а, израдио је план за пресељење административног седишта државе у у Тиручирапали.
Као и Тамил Наду, Тиручирапали је и даље склон комуналним тензијама заснованим на религији и етничкој припадности. Повремено је било избијања насиља над народима из Шри Ланке, 2009. године су нападнуте канцеларије авиокомпаније Шри Ланка. У септембру 2012. гдине, две групе шриланкашких ходочасника које су посетиле базилике у граду Тиручирапалију нападнуте су од стране тамилских активиста. Збога низа терористичких напада у индијским градовима од 2000. године, појачана је сигурност на локацијама у граду.

## Географија и клима
Тиручирапали се налази у централној југоисточној Индији, скоро у географском центру државе Тамил Наду.  Делта Кавери почиње да формира 16 километаразападно од града где се река дели на два тока - Кавери и Колидам, да би формирала острво Срирангам. Пут је удаљен 912 километара јужно од Хајдерабада, 322 километрa од Чејана и 331 километар од Бангалорa. Топологија града је готово равна са просечном надморском висином од 88 метара. Неколико изолованих брежуљака уздиже се изнад површине, а највиши је Рокфорт, који се сматра једном од најстаријих стена на свету.
Поред Каверија и њене притоке Колидам налазе се бројни потоци и канали. Земљиште око реке Кавери која се налази из правца запада до истока града, састоји се од наслага плодног алувијалног тла, на коме се узгајају усеви попут кукуруза. Јужније је површина прекривена неквалитетном црном земљом. На југоистоку града налазе се стене.  Цела регија града спада под сеизмичку зону III и подложна је земљотресима. Град лежи на равницама између брда Севарој на северу и барда Палани на југу и југозападу. Град је употпуности окружен пољопривредним пољима. У севенром делу града недавно су изграђене густо насељене индустријске и стамбене области, а на јужном делу су стамбене једнице. Многе старе куће у насељу Срирангаму изграђене су у хиндуистичкој архитектури.
Тиручирапали има тропку саванску климу са сувим летима без већих промена температуре између лета и зиме. Климу углавном карактеришу висока температура и ниска влажност ваздуха. Са средњом годишњом температуром од 28,9 °C  и месечним просечним температурама у распону између 25 °C и 32 °C, град је најтоплији у држави. Најтоплији месеци су од априла до јуна, када се у граду формирају често пешчане олује. До новембра 2013. године највиша температура икад забележена у граду биле је 43,9 °C, а забележена је 2. маја 1896. године. Најнижа температура у граду била је 13,9 °C, 6. фебруара 1994. године. Високе температуре у граду приписане су присуству две реке - Кавери и Колидам - и одсуству зеленила око града. дани су изузетно топли и суви; вечери су хладније због хладних ветрова који дувају са југоистока. Од јуна до септембра град доживљава умерену климу, ублажену јаком кишом и грмљавином. Највише је падавина између октобра и децембра због североисточних монсунских ветрова, а од децембра до фебруара клима је хладна и влажна. Просечна годишња количина падавина је 841,9 мм, нешто ниже од просека државе који је 945 мм. Магла и роса су ретке и јављају се само у зимској сезони.
| Клима Аеродром Тиручирапали (1981–2010, 1949–2012) | Клима Аеродром Тиручирапали (1981–2010, 1949–2012) | Клима Аеродром Тиручирапали (1981–2010, 1949–2012) | Клима Аеродром Тиручирапали (1981–2010, 1949–2012) | Клима Аеродром Тиручирапали (1981–2010, 1949–2012) | Клима Аеродром Тиручирапали (1981–2010, 1949–2012) | Клима Аеродром Тиручирапали (1981–2010, 1949–2012) | Клима Аеродром Тиручирапали (1981–2010, 1949–2012) | Клима Аеродром Тиручирапали (1981–2010, 1949–2012) | Клима Аеродром Тиручирапали (1981–2010, 1949–2012) | Клима Аеродром Тиручирапали (1981–2010, 1949–2012) | Клима Аеродром Тиручирапали (1981–2010, 1949–2012) | Клима Аеродром Тиручирапали (1981–2010, 1949–2012) | Клима Аеродром Тиручирапали (1981–2010, 1949–2012) |
| Показатељ \ Месец                                  | .Јан.                                              | .Феб.                                              | .Мар.                                              | .Апр.                                              | .Мај.                                              | .Јун.                                              | .Јул.                                              | .Авг.                                              | .Сеп.                                              | .Окт.                                              | .Нов.                                              | .Дец.                                              | .Год.                                              |
| -------------------------------------------------- | -------------------------------------------------- | -------------------------------------------------- | -------------------------------------------------- | -------------------------------------------------- | -------------------------------------------------- | -------------------------------------------------- | -------------------------------------------------- | -------------------------------------------------- | -------------------------------------------------- | -------------------------------------------------- | -------------------------------------------------- | -------------------------------------------------- | -------------------------------------------------- |
| Апсолутни максимум, °C (°F)                        | 35,6 (96,1)                                        | 40,0 (104)                                         | 42,2 (108)                                         | 42,8 (109)                                         | 43,3 (109,9)                                       | 43,9 (111)                                         | 41,1 (106)                                         | 40,6 (105,1)                                       | 40,6 (105,1)                                       | 38,9 (102)                                         | 36,7 (98,1)                                        | 35,6 (96,1)                                        | 43,9 (111)                                         |
| Максимум, °C (°F)                                  | 30,3 (86,5)                                        | 32,8 (91)                                          | 35,7 (96,3)                                        | 37,5 (99,5)                                        | 38,2 (100,8)                                       | 37,1 (98,8)                                        | 36,3 (97,3)                                        | 35,8 (96,4)                                        | 35,0 (95)                                          | 32,8 (91)                                          | 30,4 (86,7)                                        | 29,6 (85,3)                                        | 34,3 (93,7)                                        |
| Минимум, °C (°F)                                   | 20,6 (69,1)                                        | 21,5 (70,7)                                        | 23,5 (74,3)                                        | 26,1 (79)                                          | 26,8 (80,2)                                        | 26,6 (79,9)                                        | 26,1 (79)                                          | 25,7 (78,3)                                        | 24,9 (76,8)                                        | 24,2 (75,6)                                        | 22,8 (73)                                          | 21,2 (70,2)                                        | 24,2 (75,6)                                        |
| Апсолутни минимум, °C (°F)                         | 14,4 (57,9)                                        | 13,9 (57)                                          | 15,6 (60,1)                                        | 18,3 (64,9)                                        | 19,4 (66,9)                                        | 18,0 (64,4)                                        | 20,1 (68,2)                                        | 20,6 (69,1)                                        | 20,6 (69,1)                                        | 18,9 (66)                                          | 16,7 (62,1)                                        | 14,4 (57,9)                                        | 13,9 (57)                                          |
| Количина кише, mm (in)                             | 13,3 (0,524)                                       | 3,6 (0,142)                                        | 5,3 (0,209)                                        | 29,6 (1,165)                                       | 67,0 (2,638)                                       | 38,3 (1,508)                                       | 60,5 (2,382)                                       | 69,9 (2,752)                                       | 153,4 (6,039)                                      | 153,9 (6,059)                                      | 168,0 (6,614)                                      | 81,4 (3,205)                                       | 844,2 (33,236)                                     |
| Дани са кишом                                      | 0,9                                                | 0,4                                                | 0,6                                                | 1,7                                                | 3,8                                                | 2,6                                                | 2,7                                                | 4,1                                                | 7,1                                                | 9,2                                                | 8,1                                                | 5,1                                                | 46,3                                               |
| Релативна влажност, % (у 17:30 IST ч.)             | 54                                                 | 43                                                 | 37                                                 | 41                                                 | 42                                                 | 44                                                 | 45                                                 | 46                                                 | 52                                                 | 64                                                 | 70                                                 | 65                                                 | 50                                                 |
| Извор: India Meteorological Department             |                                                    |                                                    |                                                    |                                                    |                                                    |                                                    |                                                    |                                                    |                                                    |                                                    |                                                    |                                                    |                                                    |

## Становништво и администрација
Према незваничним резултатима пописа, у граду је 2011. живело 847.387 становника, подељених у 214.529 породица. Забележена густина насељености износила је 5.768 км², док је на 975 мушкараца било 1000 жена. Урбани део града имао је 1.022.518 становника и био је четврти по величини у Тамил Надуу и 53. у Индији, 2011. године. Град је имао просечну стопу писмености од 91,37%, значајно више од просека у земљи од 73,00%.
Градско становништво је претежно хиндуистичко, муслимани чине око двадесет посто, а постоји и знатна хришћанска популација. Римокатолици у граду припадају Римокатоличкој бискупији Тиручирапали, док протенстани припадају Тројединој бискупији Цркве Јужне Индије. Најраспрострањенији је тамилски језик, али постоји и значајан број људи који говоре телугу, гуџарати, канада , малајалам и хинду језиком. Град настањују и Англо-Индијци, као и тамислки мигранти из Шри Ланке, а већина њих смештена је у избегличким камповима на периферији града.
Покривајући 18 квадратних километара, општина Тиручирапали званично је основана 1. новембра 1866. године, Законом о унапређењу града 1865; првобитно су се састојала од два по службеној дужности и девет номинованих чланова одбора. Избори за савет уведени су 1877, а први председавајући је изабран 1889. године. Општина је надграђена у општинску корпорацију према Закону о комуналној корпорацији града из 1994. године укључивањем некадашњих општина Срирангам и Голден рок. Покривајући 167,23 квадратних километара, општинска корпорација има 65 одељења и четири административне зоне; то су Срирангам, Ариамангалам, Голден рок и Абхисхекапурам.
Веће градске корпорације града, законодавно тело, састоји се од 65 већина изабраних из дваког од 65 одељења, а води их градоначелник уз помоћ заменика градоначелника. Извршно крило је на челу градског комесара, има седам одељења - општу управу, приходе, урбанистичко планирање, инжењеринг, јавно здравство, информациону технологију и особље. Поверенику помажу два извршна инжењера за источни и западни део, и помоћници комесара за особље, рачуне и одељење прихода, службеник за односе са јавношћу, градски инжењер, градски здравствени службеник и помоћник комесара за сваку од четири зоне. Локално тело за планирање града Тиручирапалија основано је 5. априла 1974. године према Закону о урбанистичком планирању у Тамил Надуу из 1971. године. Град Тиручирапали заступљен је у Законодавној скупштини Тамил Надуа од стране четири изабрана члана.
Закон и ред спроводи полиција Тамил Наду, која у административне сврхе чини град Тиручирапали као посебан округ подељен у 18 зонскиј јединица са 38 полицијских станица. Полицијом града руководи комесар полиције уз помоћ заменика комесара. Закон и ред у припградским областима града спороводи полиција Тиручирапалија. Град има најмањи проценат силовања и убистава у држави.

## Економија
Током британске владавине, Тиручирапали је био познат по кожарицама и производним јединицама за цигаре и уље. На врхунцу је више од 12 милиона цигара произведено и извежено годишње, а кожа се извозила у Уједињено Краљевство. Град има мноштво малопродајних и велепродајних тржишта, од којих је најистакнутија пијаца Ганди, која такође служи људима из других делова округа. Друга знаменита тржишта у граду су трговина цвећа у Срирангаму пијаца на Мамбаза. Тиручирапали је главно средиште за производњу и производњу инжењерске опреме у Индији. Железничка радионица Голден рок, која се преселила у град 1928. године, једна је од три железничке радионице производних јединица у Тамил Надуу. Радионице су произвеле 650 конвенционалних и равних вагона са малим контејнером 2007—2008. године.
Постројење за производњу котла под високим притиском је у мају 1965. поставила фирма Бхарат хеви, највећа идијска компанија за инжењеринг у јавном сектору. Након тога уследили су постројење за бешавног челика. У 2010. години јединица компаније Тиручирапали допринела је готово 30 процената укупне продаје, чинећи је највећом од свих јединица. Од 2011. године, дивизија Тиручирапали запошљавала је око 10.000 људи, а од државе подржане су бројне помоћне индустрије које производе готово 250.000 тона материјала годишње. Ове помоћне јединице заједно са компанијом БХЕЛ чине готово 60 процената производње челика у Индији, чиме је град стекао титулу „капитални челик град индије”. У граду постоји још неколико великих компанија које производе уље, оружје, алкохола, гасовода и сирћетне киселине.
Од краја осамдесетих година 20. века  у граду се развијала синтетичка драгуљарска индустрија; драго камење се реже и полира у граду. Године 1990. индијска Влада покренула је шему за повећање запослености повећавајући производњу дијаманата и  и обуку локалних занатлија. Извештава се да је локална драгуљарска индустрија до средине деведесетих година остварили годишњи приход од 100 милиона индијских рупија., Изражена је забринутост због запошљавања деце у доби од 9 до 14 година у индустрији сечења и полирања драгуља. Као резултат тога, 1996. године округ Тиручирапали изабран је да буде укључен у Национални пројекат дечијег рада и вођење специјалних школа за образовање радне деце.

## Култура и знаменитости
Са значајном популацијом студената и индустријских радника миграната из различитих делова Индије, Тиручирапали има изглед космополитског града са сеоским насељима. Главни фестивал који се слави у граду је Понгал, регионални фестивал жетве који се слави сваке године током јануара. Као део Понгалских прослава, Јаликату, сеоски спорт који се игра последњег дана фестивала, повремено се одржава на периферији града. У граду се такође одржавају Фестивал цвећа Ади Перуку, Фестивал аутомобила и Фестивал бродова. Такође постоји неколико муслиманских манифестација у граду, јер постоји велики број људи те вероисповести. Обележава се Грегоријанска Нова година, Божић и многи други хришћански празници.
Тамислски спис из 12. века под називом Камбарамаианам рецитовао је први пут у храму у Срирангаму 1771. године, где је изведена и музичка драма под називом Рама Натакам. У граду је гостовао велики број карнатских музичара и научника. У граду су рођени и наступали многи композитори, песници и вокалисти, који су дали значајан допринос тамилској музици. Ткање текстила, кожна обрада и резање драгуља неки су од важних заната који се практикују у граду. Фигуре хиндуистичких богова и богиња се продају у граду. Компанија Трики основана је 5. маја 2009. године како би промовисала туризам града. Организација оргнаизује годишњи фестивал хране под називом Суваи. Недостатак инфраструктуре представљало је велико одвраћање од градске туристичке индустрије.

У граду се налази велики број храмова и тврђава који су изграђени за време Чола царства. Поред обичних у граду и његовој околини постоје камени пећински храмови и они су заведени као Споменици од националног значаја Индије. Тврђава Рокфорт један је од симбола града и налази се на стени високој 273 метра. Тврђава се састоји се од скупа монолитних стена у којима су се налаили многи пећински храмои. Првобитно их је саградио Палавас, касније су га реконструисали владари Мадураи Најакс и Вијаианагара. Храмски комплекс има три светишта, од којих су два посвећене Ганеши. Роцкфорт је видљив из готово свих делова севера града, а у његовом подножју налазе се базари. У центру тврђаве налази се мандала. Храм Ранганатасвами, посвећен је хиндуистичком богу Вишну и налази се на острву Срирангам. Често се наводи као највећи функционални хиндуистички храм на свету, а заузима површину од 156 хектара. Првобитно је храм грађен за време Чола царства, а касније су га реновирале династије Падијас, Хоисалас, Мадураи и Вијајанагар између 9. и 16. века. На храму се налази 21 кула, а највиша је 72 метра. Преки књизи рекорда Лимца, то је била највиша кула неког храма на свету до 1999. године.
Храм Јамбукесварар који се налази у Тиручирапалију један је од храмова посвећен богу Шиви и пети је највећи храмски комлекс у држави Тамил Наду. Главна џамија града је Надир Шах џамија у којој се налази гробница муслиманског свеца Надира Шаша из 10. века. У граду се налази и Христова црква коју су саградили немачки протестантски 1766. године и црква Госпе Лурске у готичном стилу.

## Образовање
Тиручирапали је у Индији препознат као важан образовни центар још од времена британске владавине. Колегијум Светог Јосипа отворен је 1846. године и пресељен у Тиручирапали 1883. године, представља једну од најстаријих образовних установа у јужној Индији. Колеџ Друштва за ширење јеванђеља основан је 1883. године и врхунска је мисионарска установа у граду. До 2013. године град је имао 45 уметничких и научних колеџа, 40 велеучилишта и 13 факултета који нуде образовање у менаџменту.
Колегиј Светог Јосипа, Национални факултет, Колеџ бискупа Хебера, Колеџ Џамал Мухамде и Правни факултет факултети који пружају високо образовање у области уметности и наука. Отприлике 35 инжењерских факултета налази се у граду и око њега. Национални институт за технологију, основан је 1964. године од стране Владе Индије. Пољопривредни факултет и истраживачки институт Анбил Дхармалингам основан је као конститутивни факултет Пољопривредног универзитета Тамил Наду 1989. године, а Национални истраживачки центар нуди високо образовање у пољопривреди. Универзитета Ана нуди курсеве инжењерства, архитектуре, управљања и рачунарских апликација. Институт за науку и технологију такође се налази у граду,а од 2007. године и Медицински факултет и болница Ченај. 
Универзитет Баратидасан основан је 1982. године и контролише 104 колеџа у округу Тиручирапали. У 2013. години, Министарство за развој људских ресурса одобрило је Индијски институт за информациону технологију Национални правни факултет у Тамил Наду, по узору на Национални факултет правде Универзитета Индије, оба започела с радом у граду. Постоји 200 виших средњих школа у Тиручирапалију.

## Спорт и медији
У Тиручирапалију су најпопуларнији спортови хокеј и крикет. Комплекс стадиона Ана главно је место за спорт у граду. Компелкс укључује фудбалски терен, атлетску стазу, базен, теретану, терен за бадминтон и хостел за спортисте. Удружење љубитеља криткета један је од састава Удружења крикета у Тамил Надуу и регулише школски, факултетски и клупски крикет у округу. Утакмице крикета одржавају се на стадону Џавахарлала Нехру. Турнири у фудбалу, тенису и одбојци одржавају се у граду и око њега. Град је био домаћин турнира у клупском фудбалу 1984. године и отвореног шаховског турнира у организацији ФИДЕ, 2006. године.
Према регистру новина у Индији, до новембра 2013. године у Тиручирапалију је  регистровано више од 100 новина. Недељни лист Вендсдеј ревју основан је 1905. године и први је познати часопис који је изашао у граду. Међу главним новинама на енглеском језику које се објављују у граду су Хинду новине, које су почеле да се објаљују 2004. године, као и Нови индијски експрес. Прву радио станицу у граду отворио је Ал Индија радио 16. маја 1939. године. Данас постоји више приватних и државих станица у граду, а прву универзитетска станица у Тиручирапалију покренута је 22. децембра 2006. године.
Емитовање телевизије из Ченаја почело је 15. августа 1975. године. Сателитски телевизијски канали доступни су од 1991. године.  Услуге кабловске телевизије са директним од куће пружају ДД Директ Плус и разни други оператери.

## Услужне компаније
Снабдевање електричном енергијом града регулише и дистрибуира Одбор за електричну енергију у Тамил Наду. Град и његова предграђа формирају круг дистрибуције електричне енергије метроа Трки који је подељен у шест одељења. Снабдевање водом обезбеђује Градска корпорација Тиручирапали. рад добија снабдевање питком водом из реке Кавери и 1.470 бушотина, повезаних са 60 резервоара за сервисирање у граду и око њега. Четири од шест главних извора из којих град добија водоснабдевање одржава општинска корпорација, а остатак друге агенције. Загађење је велики проблем града, Одбор за контролу загађења Тамил Наду поставио је пет станица у граду ради провере квалитета ваздуха. Од 2012. године у граду се производи око 432 тоне чврстог отпада. Управљање чврстим ради се највише на местима као што су пијаца Ганди и аутобуски терминал. Подземним водама управља Одбор за водоснабдевање и одводњавање Тамил Надуа, а на другим подручјима Општинска корпорација Тиручирапали. Велика токсичност отпадних вода које испуштају поједине компаније главни је проблем града везан за животну средину.
Током 2013. године, истраживачи са Универзитета Бхаратхидасан проценили су квалитет воде у области града и закључили да, иако је квалитет подземних вода погодан за људску употребу, квалитет воде у језеру у граду није прикладан за људску употребу, пољопривредну или индустријску сврху. У јануару 2010. године град је био први у Индији у коме је спречена отворена дефекација. У истраживању из 2016. године које је спровело Министарство за урбани развој, Тиручирапали је био трећи најчистији град у Индији. У граду постоји око 20.000 телефонских претплатника, доступни су и мобилни сервиси с вишеструким приступом и Глобални систем за мобилне комуникације. У граду такође постоји услуге бежичног интернета. Тиручирапали један је од ретких градова у Индији у коме је доступна интернет услуга на бази идентификације позиватеља.
Начини локалног превоза у Тиручирапалију су најчешће аутобуси Државне саобраћајне корпорације у власништву државе Тамил Наду. Град има два главна аутобуска терминуса; Аутобуски штанд Чатрам и Централни аутобуски штанд, од којих обе управљају међуградским и локалним превозом до приградских подручја. Град се налази на раскрсници два национална аутопута - НХ 45 и НХ 67. Аутопут НХ 45 један је од најпрометнијих аутопутева на југу Индије и кроз њега свако вече прође готово 10.000 теретних возила из правца Тиручирапалија до Ченаја. Кроз град пролазе државни аутопутеви као што су НХ 45Б, НХ 210 и НХ 227. Државни аутопутеви који полазе од града су СХ 25 и СХ 62. Тиручирапали има 715,85 км пута који одржава општинска корпорација. Полу-обилазница која повезује све државне ауто-путеве гради се тако да олакша застоје у саобраћају у граду. До 2013. године, око 328.000 двоточкаша, 93.500 аутомобила и 10.000 возила јавног градског превоза саобраћа пописано је унутар градских граница, изузев 1.500 међуградских аутобуса који свакодневно пролазе кроз град.
Тиручирапали има велики број моторних возила на улицама, а проблем су углавном уски путеви и непостојање интегрисаних аутобуских станица. 
Путнички возови такође превозе значајан број путника из оближњих градова. Железничка компанија Велика јужна Индија основана је 1853. године са седиштен у Енглеској. Године 1859. компаније је изградила прву железничку линију која је спајала Тиручирапали и Нагапатиман. Компанија се спојила са Карнатском железничком компанијом 1874. године и формирала железничку компанију Јужне Индије, са седиштем у Тиручирапалију. Седиште ове компаније било је у граду до 1908. године, када је она пребачена у Мадрас. Град има железничку повезаност са најважнијим градовима у Индији. У граду се такође налази Тиручирапали аеородром, 5 км од центра града. Аеродром управља петоструко више међународног ваздушног саобраћаја од домаћих услуга, што га чини јединим од најпрометнијих аеродромома у Индији. Аеродром у Тиручирапалију служи као излаз за имигранте из земаља југоисточне Азије. Редовни летови су за Ченај, Мумбај, Куала Лумпур, Њу Делхи и Сингапур. Аеродром је током 2013/14. године превезеао више од милион путника и 2012 тона терета у исто периоду.